# خانه فخرالدین شفیعی
خانه فخرالدین شفیعی مربوط به دوره صفوی است و در شهرستان فومن، شهرک تاریخی ماسوله واقع شده و این اثر در تاریخ ۲۵ اسفند ۱۳۸۰ با شمارهٔ ثبت ۵۲۸۶ به‌عنوان یکی از آثار ملی ایران به ثبت رسیده است.